# Il nano (film)
Il nano (Le Nain) è un cortometraggio muto del 1912 scritto e diretto da Louis Feuillade.
Fa parte di La Vie telle qu'elle est (o Scènes de La Vie telle qu'elle est), una serie di film realizzati da Feuillade tra il 1911 e il 1913, film il cui scopo era quello di illustrare una morale e di emozionare il pubblico.

## Trama
Un testo teatrale, La Vierge de Corinthe, viene messo in scena da una compagnia che non conosce, però, l'autore della commedia. Lo spettacolo incontra un grande successo, tanto che la critica definisce il testo un capolavoro. Una delle attrici, Lina Béryl, viene chiamata dall'autore che inizia con lei una relazione amichevole. Ma l'uomo non vuole mai farsi vedere da Lina poiché è un nano. L'attrice, incuriosita oltre ogni modo, rintraccia l'indirizzo del commediografo e decide di andare a fargli visita. Scoprirà così la verità, facendosi poi beffe del suo ammiratore.

## Produzione
Il film fu prodotto dalla Société des Etablissements L. Gaumont

## Distribuzione
Distribuito dalla Société des Etablissements L. Gaumont, il film - un cortometraggio di 14 minuti -uscì nelle sale cinematografiche francesi 13 settembre 1912. È conosciuto anche con il titolo internazionale The Dwarf.